# Пелонеустус
Пелонеустус (лат. Peloneustes) — род вымерших пресмыкающихся из семейства плиозаврид.
Ближе к концу юры различия между плиозавроидами и плезиозавроидами стали более заметными. Шеи первых становились всё более короткими, со всё меньшим числом позвонков. У плезиозавроидов их было 30 и более, а у плиозавроидов уже менее 20. Изменилась и форма зубов. Для пелонеустуса характерны редкие зубы, короткие и конические по форме. Такие зубы у современных крокодилов, которые сильно сжимают челюстями крупную добычу и рвут её. Длинные челюсти пелонеустуса компенсируют недостаточность длины шеи в преследовании быстрой и юркой добычи. Пелонеустес мог питаться головоногими моллюсками, включая аммонтитов и белемнитов с твёрдыми раковинами, а также плезиозаврами.

## Характеристики

Реконструкция черепа Peloneustes

Длинное рыло и сравнительно небольшое количество зубов этого плиозавра говорят о весьма специфическом питании. Большие задние ласты предполагают возможность совершать быстрые и манёвренные плавательные движения, что позволяло преследовать стремительных мягкотелых кальмаров и белемнитов, в изобилии водившихся в неглубоких морях поздней юрской Европы. Голова и шея с 20 позвонками имеют примерно одинаковую длину. Нижняя сторона тела твёрдая, она состоит из слившихся воедино плечевого и тазового поясов, а также брюшных рёбер, что делало тело практически неуязвимым.
Длина 3 м.